# اريك ماكمانوس
اريك ماكمانوس (بالإنجليزية: Eric McManus)‏ (14 نوفمبر 1950 في المملكة المتحدة - ) هو لاعب كرة قدم بريطاني في مركز حراسة المرمى. لعب مع برادفورد سيتي وستوك سيتي وكوفنتري سيتي ونادي بيتربورو يونايتد ونادي ترانمير روفرز لكرة القدم ونادي ميدلزبره ونوتس كاونتي ولينكولن سيتي أف سي ونادي بوسطن يونايتد.

## وصلات خارجية
- اريك ماكمانوس على موقع قاعدة بيانات كرة القدم.إي يو (الإنجليزية)